# Macrosiphoniella sieversianae
Macrosiphoniella sieversianae är en insektsart. Macrosiphoniella sieversianae ingår i släktet Macrosiphoniella och familjen långrörsbladlöss. Inga underarter finns listade i Catalogue of Life.